# Gisivya
Gisivya är ett vattendrag i Burundi.   Det ligger i provinsen Ngozi, i den norra delen av landet, 90 kilometer nordost om huvudstaden Bujumbura.
Omgivningarna runt Gisivya är en mosaik av jordbruksmark och naturlig växtlighet. Runt Gisivya är det tätbefolkat, med 356 invånare per kvadratkilometer.